# Aspidimorpha maffinbayensis
Aspidimorpha maffinbayensis is een keversoort uit de familie bladkevers (Chrysomelidae). De wetenschappelijke naam van de soort werd in 1992 gepubliceerd door Borowiec.